# Розенблат, Борислав Соломонович
Борисла́в Соломо́нович Розенбла́т (укр. Борислав Соломонович Розенблат; 25 мая 1969, Киев, УССР, СССР) — украинский политик, народный депутат Украины VIII созыва.

## Биография
С 1984 по 1988 год обучался в Житомирском автомобильно-дорожном техникуме по специальности «строительство и эксплуатация автомобильных дорог». С 1988 по 1992 обучался в Камышинском высшем военно-строительном училище.
В 1988 году начал трудовую деятельность в качестве техника в житомирском отделе «Укрремшляхпроекта». С 1992 по 1994 год служил в ВСУ, был командиром аэродромной роты в воинской части, располагавшейся в Озёрном Житомирской области; капитан запаса. С 1994 по 2012 год работал на различных руководящих должностях в АОЗТ «Фаворит» (в том числе гендиректором, председателем совета директоров и заместителем председателя правления).
В начале 2000-х годов Борислав Розенблат был членом Социал-демократической партии Украины (объединённая) Виктора Медведчука и неудачно пытался попасть в Верховную раду. В 2010 году баллотировался по списку Партии регионов в Житомирский областной совет, но также безуспешно.

### Депутат Верховной рады
В 2014 году на президентских выборах на Украине был доверенным лицом Петра Порошенко и членом блока Петра Порошенко «Солидарность». Избран депутатом Верховной рады по одномандатному избирательному округу № 62 в Житомирской области.
9 апреля 2015 года проголосовал за признание статуса борцов за независимость Украины в XX веке всех формирований националистического толка, в том числе участвовавших в оккупации современных украинских земель на стороне Германской империи и Третьего рейха.
Будучи депутатом в Раде, активно занимался законами, связанными с изменением добычи и оборота янтаря. Вместе с Максимом Поляковым («Народный фронт») стал инициатором законопроекта о внесении изменений в Таможенный кодекс Украины — депутаты предложили освободить от налогообложения операции по ввозу на территорию страны оборудования для промышленной добычи янтаря. Также Розенблат готовил законопроект о легализации добычи янтаря. По его замыслу, добычу ресурса должны осуществлять «старательские артели», а контроль за процессом необходимо возложить на органы местного самоуправления.
В конце июня 2017 года Генеральный прокурор Украины Юрий Луценко внёс представление в Верховную раду о согласии на привлечение к уголовной ответственности, задержание и арест Розенблата и Полякова по подозрению в злоупотреблении властью и взяточничестве на общую сумму 280 тыс. гривен. Ранее, 19 июня, сотрудники НАБУ задержали охранника Розенблата при получении взятки в размере 200 тыс. долларов в Киеве. Согласно сведениям НАБУ, деньги предназначались Розенблату и Полякову.
В ходе заседания регламентного комитета Специализированная антикоррупционная прокуратура показала видеозапись разговора помощницы Максима Полякова Татьяны Любодько с агентом НАБУ, которая выдала себя за представителя фирмы из ОАЭ. Разговор, состоявшийся 17 ноября 2016 года, касался внесения изменений в законодательство по добыче янтаря. В ходе разговора агент НАБУ передала Любонько конверт с деньгами. По 5 тыс. долларов предназначались Максиму Полякову, Бориславу Розенблату и и. о. главы Госгеонедр Николаю Бояркину.
10 июля 2017 года Борислав Розенблат исключён из состава фракции «Блок Петра Порошенко». На следующий день по представлению Генерального прокурора Розенблат был лишён депутатской неприкосновенности. За снятие неприкосновенности проголосовали 296 депутатов. Однако Верховная рада не дала разрешения на арест Розенблата — за эту меру проголосовало 183 депутата, против — 181.
18 июля Соломенский районный суд Киева установил Бориславу Розенблату залог в размере 7 млн гривен, возложил на него обязательство носить электронный браслет, не покидать без уведомления органов власти Киев и Житомир, а также сдать все загранпаспорта. Через два дня после вынесения приговора, 20 июля, представители антикоррупционной Прокуратуры в Житомире надели на Розенблата электронный браслет.
24 июля Розенблат внёс залог в 7 млн гривен, но отказался сдавать загранпаспорт. В своём Facebook нардеп обосновал это тем, что Прокуратура ошиблась при составлении документов и указанный ей паспорт принадлежит другому человеку.
19 октября в 11:00 Розенблат был задержан сотрудниками НАБУ в аэропорту «Киев» при попытке покинуть территорию Украины и вылететь рейсом W67307 в Кёльн. 17 октября истёк срок его ношения электронного браслета, а накануне Розенблат не явился на заседание суда. У политика при себе были 11 ювелирных изделий — золото и бриллианты, не указанные в таможенной декларации. Розенблат заявил, что это были подарки для племянниц, однако он использовал для поездки дипломатический паспорт, что нарушает законодательство страны, так как поездка была частной. Этот паспорт был выдан народному депутату 17 октября по запросу, в котором он указал, что планирует поехать в Израиль «с целью изучения возможностей по кооперации и сотрудничества между Украиной и Торгово-промышленной палатой Израиля и Ассоциацией производителей Израиля», но в результате отправился в поездку в Германию. Кроме того, пресс-служба НАБУ заявила, что Розенблат вывозил с собой материалы, важные для расследования «янтарного дела».
24 января 2018 года Борислав Розенблат направил иск в Окружной административный суд города Киева в отношении директора Национального антикоррупционного бюро Украины Артёма Сытника с требованием обязать НАБУ предоставить документы о сотрудничестве с ФБР. Розенблат в исковом заявлении «просит суд признать противоправными действия Директора НАБУ Артёма Сытника о привлечении к оперативно-розыскной деятельности на территории Украины сотрудников ФБР без предварительного заключения международного договора, в соответствии с Законом Украины „О международных договорах“».
1 ноября 2018 года были введены российские санкции против 322 граждан Украины, включая Борислава Розенблата.

## Бизнес
С 1994 года Борислав Розенблат работал в семейной финансово-промышленной группе Акционерное общество закрытого типа «Фаворит». Предприятие занималось продуктами питания, строительным бизнесом, продажей стройматериалов, транспортными перевозками и аграрным бизнесом. Некоторые направления бизнеса обанкротились, но остальные продолжили работу. Согласно данным электронной декларации, Борислав Розенблат и его супруга Жанна Леонидовна Розенблат в разных долях контролируют следующие предприятия: «Галиевский маслозавод», «Фаворит Компани», «Обериг», «Миропильский бекон», «Корецький аграрий», «I.S.R. International» (Дортмунд, Германия), «Комфорт Плюс», молочный завод «Фаворит», «Фаворит Девелопмент Компани», «Амос», «Фаворит Опт», «Фаворит Транс».
Борислав Розенблат с 2014 года занимается вопросами беспилотных автоматов, став народным депутатом. Он нашёл инвесторов, которые вложили деньги в разработку проекта по строительству украинских БПЛА. В 2018 году в оборонный заказ попали беспилотники «Hawk» («Ястреб») производства ООО «Украинские авиационные системы», которое принадлежит супруге депутата Жанне Розенблат. Согласно данным журналистского расследования программы «Наши гроши с Денисом Бигусом», цена на эти аппараты значительно выше аналогичных украинских дронов — 9 млн гривен, при этом первые испытания «Hawk» прошли неудачно.

## Доходы
По данным электронной декларации за 2016 год, Борислав Розенблат имел 2,036 млн долларов и 1,4 млн евро наличными, 1,06 млн гривен, 51 тыс. долларов и 14,5 тыс. евро на счетах. В качестве недвижимого имущества депутат указал квартиру в Житомире (площадью 700,6 м²), два дома в Житомирской области (225,4 м² и 74,6 м²), дом в Германии площадью 270 м² с участком в 12 соток, а также несколько земельных участков в Житомирской области общей площадью свыше 39 тыс. м² — часть этого имущества оформлена на супругу Жанну. Розенблат владел двумя автомобилями — Mercedes-Benz S (2010 года выпуска) и Jaguar XK 8 Coupe (2007 года). Заработная плата депутата за 2016 год составила 171 848 гривен, он также получил 98 181 гривен дохода от процентов по вкладам и 683 441 гривен дохода от компании «I.S.R. International», зарегистрированной в Дортмунде. Жанна Розенблат благодаря предпринимательской деятельности заработала за год 1 326 352 гривны, а также 1,262 млн гривен доходов от отчуждения движимого имущества, работы по совместительству и процентов от вкладов.
15 декабря 2016 года Борислав Розенблат приобрёл в Дортмунде дом площадью 352 м² за 22 670 208 гривен. Ранее там же он купил земельный участок за 307 тыс. гривен. По словам депутата, дом предназначен для его сына, который учится в Германии.

У меня в Германии учится сын. Он и будет жить в том доме. А землю купил в Дортмунде, так как немецкое законодательство обязывает покупать место для паркинга при покупке дома.

## Семья
- Жена — Жанна Леонидовна (род. 1969)
  - Сын — Олег (род. 1991)
  - Сын — Артур (род. 1997)
  - Сын — Александр (род. 2009)